# Don’t Be Aggressive
«Don’t Be Aggressive» — песня, записанная немецкой певицей Сандрой для её пятого студийного альбома Close to Seven. Авторами песни стали Михаэль Крету и Клаус Хиршбургер. В песне используется сэмпл из «Daydreaming» британской группы Massive Attack, в которой в свою очередь присутствует сэмпл из песни «Mambo» Уолли Бадроу.
Песня была выпущена как лид-сингл с альбома в январе 1992 года. Песня заняла 17 место в немецком сингловом чарте, а также вошла в первую десятку чартов Финляндии и Норвегии.
Музыкальное видео на песню было снято Говардом Гринхолом. В том же году был выпущен видеосборник певицы 18 Greatest Hits, куда был включён и данный клип.

## Список композиций
- CD maxi single

1. «Don’t Be Aggressive» (Radio Edit) — 4:22
2. «Don’t Be Aggressive» (The Midnight Hour Mix) — 6:23
3. «Seal It Forever» — 4:51

- 7" single

A. «Don’t Be Aggressive» (Radio Edit) — 4:22
B. «Seal It Forever» — 4:51
- 12" single

A. «Don’t Be Aggressive» (The Midnight Hour Mix) — 6:21
B1. «Seal It Forever» — 4:51
B2. «Don’t Be Aggressive» (Radio Edit) — 4:22

## Чарты
| Чарт (1992)                                  | Пиковая позиция |
| -------------------------------------------- | --------------- |
| Австрия (Ö3 Austria Top 40)                  | 30              |
| Европейский союз (Eurochart Hot 100 Singles) | 39              |
| Финляндия (Suomen virallinen lista)          | 8               |
| Франция (SNEP)                               | 39              |
| Германия (GfK)                               | 17              |
| Нидерланды (Single Top 100)                  | 51              |
| Норвегия (VG-lista)                          | 7               |
| Швеция (Sverigetopplistan)                   | 27              |
| Швейцария (Schweizer Hitparade)              | 24              |